# Brunswick (Maine)
Pour les articles homonymes, voir Brunswick.

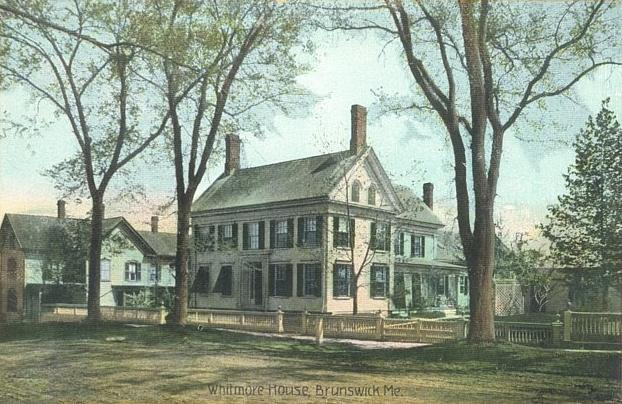
Maison dite de Harriet Beecher Stowe, d'après une carte postale de 1905.

Brunswick est une ville des États-Unis, située dans le Maine, Comté de Cumberland, comptant 17 033 habitants au recensement de 2020.

## Histoire
Brunswick a été fondée en 1628 les long des cascades de la rivière Androscoggin. Incorporée au fief britannique en 1738, la ville a été nommée en l'honneur de la British House of Brunswick. Le célèbre Bowdoin College, reconnu en 1794, a accueilli très longtemps l'élite des étudiants, notamment Nathaniel Hawthorne et Henry Longfellow. C'est également à Brunswick que l'abolitionniste Harriet Beecher Stowe écrivit La Case de l'oncle Tom.
La ville accueille également l'ancienne base aéronavale de Brunswick qui a fermé le 31 mai 2011. Un musée s'y trouve implanté dès 2009 qui a pour mission de préserver le riche patrimoine de la base et d'éduquer le public sur l'histoire de l'aviation de patrouille maritime.
L'architecture de la ville demeure un exemple des constructions américaines dans le style grec.

## Géographie
La ville s'étend sur 140,4 km2, dont 19,3 km2 d'eau.

## Démographie
Selon les données du Bureau du recensement des États-Unis, la population de la ville en 2020 est de 17 033 habitants et compte 6 818 familles.

## Personnalités liées à Brunswick
- George Palmer Putnam, éditeur, né à Brunswick ;
- Mark Rogers, sportif, né à Brunswick ;
- Harriet Beecher Stowe a écrit  La Case de l'oncle Tom quand elle habitait Brunswick ;
- Henry Longfellow et Nathaniel Hawthorne ont tous deux été étudiants au Bowdoin College de Brunswick.